# Російські воєнкори
Російські z-воєнкори ― умовна назва різновиду російських пропагандистів, який виник після початку повномасштабного російського вторгнення в Україну. Вони стали для російської аудиторії альтернативним джерелом інформації про війну в Україні на додачу до офіційних державних російських ЗМІ, зайнявши нішу радикальних коментаторів війни.
Російські «воєнкори» створили широку мережу пропагандистських каналів у Telegram. Загалом ці канали створювали викривлену картину дійсності, згідно з якою Росія буцімто веде «справедливу війну» проти України, нібито одержує у ній «історичні перемоги», а абсолютна більшість росіян підтримує політику російського диктатора Володимира Путіна.
«Воєнкори» розглядаються як частина російської «партії війни» — ідейних мілітаристів та імперців. «Воєнкори» були прихильниками переважно правих політичних поглядів. Однак російські «воєнкори» були надзвичайно фрагментованими за своїми політичними вподобаннями. Деякі з них на кшталт Ігоря Стрєлкова були активними прихильниками війни проти України, однак критично ставилися до російського керівництва, звинувачуючи його у тому, що воно недостатньо робить для перемоги у війні з Україною. Інші були лояльними до російської влади телевізійними пропагандистами, наприклад, Володимир Соловйов чи Армен Гаспарян.

## Назва
Воєнкор (воєнний кореспондент) — це журналіст, який передає інформацію з зони бойових дій. Воєнні кореспонденти висвітлювали конфлікти в різних частинах світу та слово «воєнкор» не мало іншого значення.
Однак під час повномасштабного російського вторгнення в Україну словом «воєнкор» стали часто називати нове специфічне явище ― російських блогерів, які вели свої канали в Telegram, де транслювали свою ідеологію та новини з фронту разом із власним оглядом бойових дій. При цьому частина цих «воєнкорів» ніколи не мала жодного стосунку до журналістики.
Мережу каналів російських «воєнкорів» також часто називають «Z-пабліки». Такі канали у своїй назві часто використовують символіку російського вторгнення в Україну таку як літеру Z.

## Передумови виникнення

### Telegram в Росії під час вторгнення в Україну
З березня по червень 2022 року російська аудиторія Telegram зросла вдвічі. Число росіян які хоча б раз на день відкривали цей месенджер зросло до 40 млн осіб, що становило 32,8 % населення Росії старше 12 років. Вже у березні 2022 року Telegram за популярністю в Росії обійшов WhatsApp і вперше у своїй історії став найбільш популярним месенджером у РФ. Його трафік у загальному обсязі месенджерів в РФ зріс з 48 % до 63 %. Зростанню популярності Telegram сприяло оголошення російською владою компанії Meta «екстремістською організацією», а доступ російських користувачів до Facebook та Instagram почав блокуватись.
При цьому ще у 2018 році російська влада блокувала Telegram під приводом поширення «екстремістського і терористичного контенту» та того, що засновник месенджеру Павло Дуров відмовився надавати ключі доступу до листування користувачів ФСБ. Однак у 2020 році Роскомнадзор припинив блокувати Telegram в РФ. На цьому тлі деякі експерти з кібербезпеки підозрювали Telegram у співпраці з російською владою.

### Поява «воєнкорів»
У 2022 році найбільш різке зростання популярності в Telegram у російської аудиторії зазнали канали про війну з Україною. Як зазначав один з дослідників Telegram, після 24 лютого у росіян різко зріс попит на інформацію, і Telegram став засобом задоволення цієї потреби. При цьому Радіо Свобода у червні 2022 року зазначала, що 80 % великих російських політичних телеграм-каналів підтримували війну в Україні. У топ-30 російських політичних телеграм-каналів потрапили лише 6, які не підтримували вторгнення в Україну. Серед них — Сталингулаг та канали Олексія Навального і Катерини Шульман.
Серед лідерів за популярністю серед росіян були телеграм-канали чеченського правителя Рамзана Кадирова, представниці МЗС РФ Марії Захарової, пропагандиста Володимира Соловйова, спікера Держдуми В'ячеслава Володіна. Так, аудиторія телеграм-каналу Кадирова «Kadyrov_95» за декілька місяців повномасштабної війни зросла в 42 рази, і він вийшов на четверте місце в загальному рейтингу популярності російських телеграм-каналів.
Вже на другий день російського вторгнення в Україну в Telegram з'явилось 35 каналів, які підтримували війну проти України. Вже до червня 2022 року таких каналів з'явилось більш як 500. На цьому тлі починається зліт популярності каналів російських «воєнкорів».
Передвісниками російських «воєнкорів» взірця 2022 року називали кореспондентів ресурсу ANNA News та пригожинського видання РИА ФАН, які ще до повномасштабної війни з Україною висвітлювали російську військову операцію в Сирії незалежно від Міноборони РФ.

## Характеристика
Видання The New York Times поділило російських воєнкорів на дві умовні групи. До першої групи належать працівники російських державних ЗМІ, яких їх видання направили в Україну виконувати редакційні завдання. Друга — блогери, які самостійно їхали в зону бойових дій для висвітлення російського вторгнення в Україну.
При цьому навіть ті російські воєнкори, які працювали на російські державні видання, у своїх особистих телеграм-каналах дозволяли собі казати більше, ніж це можливо в ефірах російського телебачення. Наприклад, вони вдавались до прямих образ на адресу українського народу, використовували сленг чи навіть ненормативну лексику у своїх дописах.

### Z-пабліки
Z-пабліки можна поділити за різними ознаками. При цьому видання Meduza зазначало, що Z-паблік має мати мінімум дві ознаки: підтримувати російське вторгнення в Україну та регулярно писати про цю війну.
Російський дослідник «воєнкорів» та автор телеграм-каналу «На Zzzzzападном фронте без перемен» Іван Філіппов поділив Z-пабліки на такі групи:
- Пропагандисти з російського телебачення такі як Володимир Соловйов, Армен Гаспарян та Юлія Вітязєва[14].

- Близькі до російського телебачення канали «експертів», представники яких регулярно виходять в ефір пропагандистських шоу: Рыбарь[ru], Fighterbomber, Razvedos Advanced Gear & Equipment.

- «Придворні воєнкори» — пропагандисти, яких запрошують як «воєнкорів» на зустрічі з російським диктатором Володимиром Путіним: Олександр Коц, Дмитро Стешин, Олександр Сладков.

- Безпосередньо пов'язані з Міноборони РФ пабліки: «Херсонский вестник», «Запорожский фронт», телеграм-канали окремих російських дивізій ПДВ чи збройних формувань ДНР та ЛНР.

- Агрегатори Z-контенту, які майже не створюють власний контент: «Военный осведомитель», «Повернутые на Z войне», «Операция Z: Военкоры Русской Весны».

- Телеграм-канали, пов'язані з головою Чечні Рамзаном Кадировим та які займаються його вихвалянням, такі як «Кофе с чесноком и перцем» та «Кошкин Сибиряк».

- Телеграм-канали, які прямо або опосередковано пов'язані з ПВК «Вагнер»: Grey Zone, «Разгрузка Вагнера», «Тринадцатый» Alex Parker Returns, «Говорит ТопаZ».

- Телеграм-канали нацболів, чорносотенців, монархістів[ru].

- Телеграм-канали окремих російських військових: «Филолог в серой зоне», «Zаписки Vетерана».

- Телеграм-канали військово-релігійної тематики: «Военный отдел Московского Патриархата», «Сорок сороков[ru]», канал пропагандиста Бориса Корчевнікова.

### Мова ворожнечі
Дослідник «воєнкорів» Іван Філіппов відзначав, що спільною рисою значної частини російських Z-пабліків є гостра ксенофобна ненависть до інших народів — ізраїльтян, вірменів, чеченців, казахів, азербайджанців. Така риса спостерігалась, зокрема, у Z-каналах, які вели «вагнерівці», прихильники Стрєлкова, монархісти, російські націоналісти.

## Історія
У перші тижні повномасштабної війни російська пропаганда обіцяла своїй аудиторії швидку перемогу над Україною. Всі матеріали в російських медіа в цей період були створені на основі звітів Міноборони РФ. Згідно з цими звітами, російська армія весь час успішно наступала, не мала втрат, не обстрілювала міста України та не вбивала цивільних українців, і навіть українські військові майже не гинули, тому що масово здавалися в полон, а єдиними, хто чинив спротив, нібито були нечисленні «укронацисти». Уособленням цієї пропаганди став речник російського Міноборони Ігор Конашенков. Як відзначали журналісти, заяви Конашенкова регулярно суперечили не тільки здоровому глузду, але і його власним заявам у попередні дні.
Але Україна не була розгромлена «за три дні», російська армія відступила від Києва, і російська аудиторія починає шукати альтернативні джерела про перебіг бойових дій, в першу чергу за допомогою платформи Telegram. Починається різкий зліт популярності «воєнкорів».
На першому етапі повномасштабної війни риторика «воєнкорів» відповідала дискурсу Міноборони РФ. Так, Олександр Коц і Євгеній Поддубний ще 25 березня 2022 року розповідали, нібито ВСУ «в котлі під Києвом», а російська артилерія «подавляє залишки націоналістів у трикутнику Гостомель — Буча — Ірпінь», але вже 1 квітня вони «із тяжким серцем» визнавали, що армія РФ відступила до Білорусі. Міноборони РФ назвало цей відступ «перегрупуванням».
Після відступу російської армії з півночі України, більшість російських «воєнкорів» швидко переключилась на висвітлення подій на інших ділянках фронту. Також вони писали багато дописів з такими тезами як «Київ не був і не міг бути основним напрямком», «Перегрупування — це військова необхідність, що часто суперечить політичній доцільності», «головне — це Південь, де зерно та вихід до Чорного моря — Одеса, Миколаїв», «Дніпро і Харків, промислові регіони, що є центром поширення русофобії та антиросійської політики». Також вони активно заперечували вчинені росіянами масові вбивства у Бучі.
Коли ЗСУ знищило флагман російського Чорноморського флоту крейсер «Москва», «воєнкори» спочатку повторювали тези Міноборони РФ про «людський фактор» та «самозаймання», а потім заявляли, про «НАТО, яке навело на крейсер українські ракети». Однак вони уникали критики російського керівництва.

## Аналіз
Російський дослідник «воєнкорів» Іван Філіппов зазначав, що дослідження контенту Z-пабліків дозволяє проаналізувати динаміку настроїв тих верств російського суспільства, які активно підтримують війну проти України. З дописів «воєнкорів» можна дізнатись про реальні проблеми російської армії. Також «воєнкори» регулярно публікують достовірні фото- та відеоматеріали з фронту, які їм передають російські військові. Ці матеріали активно використовують OSINT-аналітики. При цьому Філіппов наголошував, що жоден Z-паблік не заслуговує безумовної довіри, а для аналізу їх фото- та відеоматеріалів необхідні відповідні знання та досвід.

### Достовірність інформації
Видання Deutsche Welle відзначало, що в цілому методи пропаганди російських «воєнкорів» принципово не відрізняються від офіційної кремлівської пропаганди. Чисельні «воєнкори» відзначились відвертими фейками. Так, канал WarGonzo робив постановковий сюжет про знищення українських безпілотників, а прокремлівський «воєнкор» Дмитро Стешин розповідав про нібито знайдені в Україні біолабораторії.

### Політичний вплив
Попри досить велику аудиторію в Росії, реальний політичний вплив російських «воєнкорів» оцінювався як незначний.